# بوکاتسیته
بوکاتسیته (به بلغاری: Bukatsite) روستایی در بلغارستان است که در استان اسمولیان واقع شده‌است. بوکاتسیته ۴۴ نفر جمعیت دارد.